# Cerro Amarillo (Concepción)
El Cerro Amarillo es un cerro de la ciudad de Concepción, Chile, ubicado entre las calles Rozas y Rengo, que abarca una superficie de 3000 m² y posee 30 metros de altitud. Sobre este se sitúa un parque creado en 1933, actualmente administrado por la Municipalidad de Concepción, que comprende jardines, paseos y miradores rodeados por murallas de mampostería de piedra.

## Historia

### Cerro Gavilán
El actual Cerro Amarillo antiguamente formaba parte de un extenso cordón montañoso, que se conocía como Cerro Gavilán, y que limitaba por el norte a la ciudad del Concepción de la segunda mitad del siglo XVIII y primera mitad del siglo XIX.
Este primer nombre de Cerro Gavilán se estima que se debía a Josefina Gavilán, habitante del antiguo Concepción previo al terremoto de 1751, que se ubicaba en lo que hoy es la comuna de Penco. Luego del terremoto, Concepción se trasladó al Valle de la Mocha, donde actualmente está emplazada. Con el fin de ayudar con dicho traslado, Josefina obsequió este cerro de su propiedad, así como otros terrenos, a la ciudad.

### Combate de Gavilán

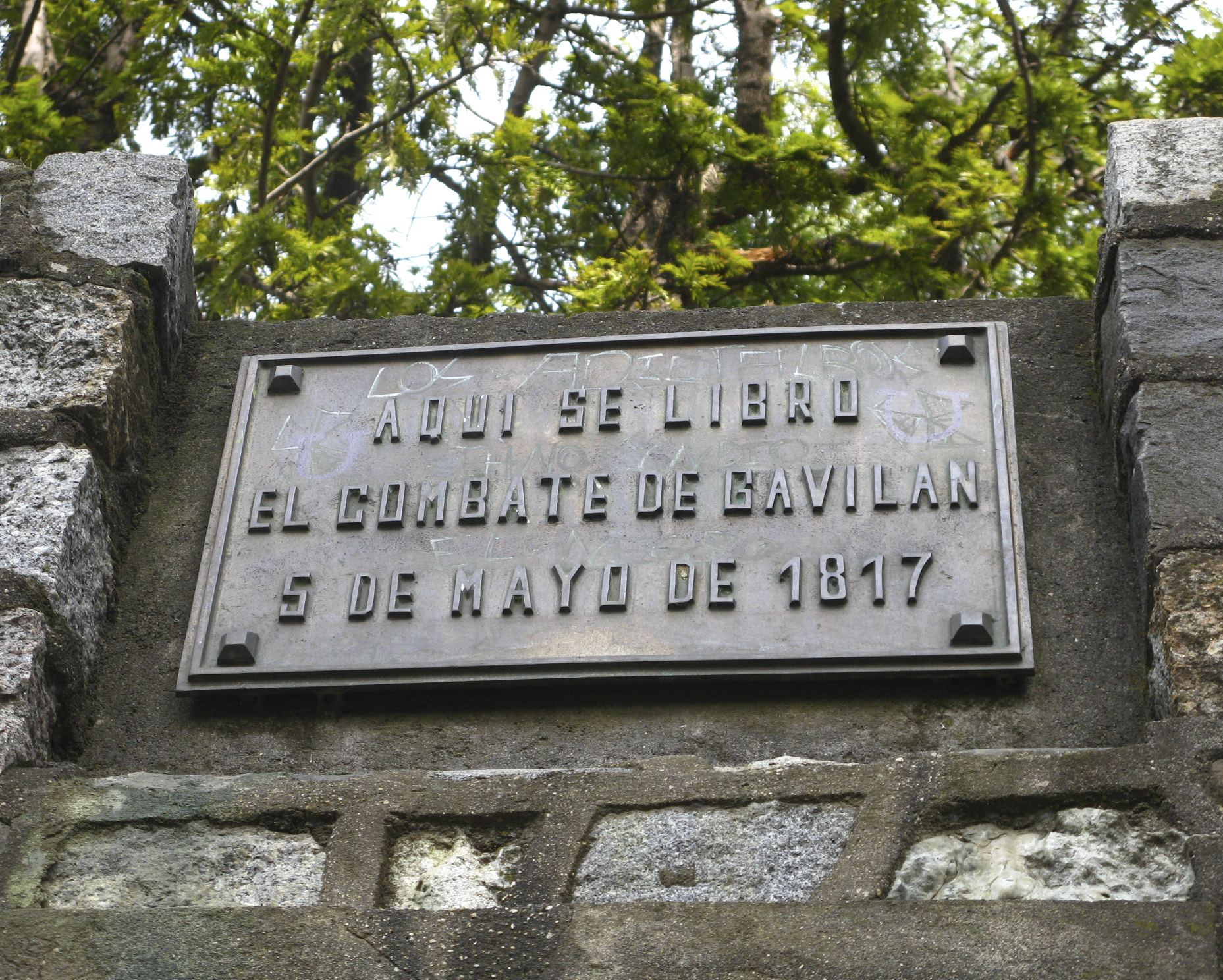
Placa a la entrada del Cerro que conmemora el Combate de Gavilán.

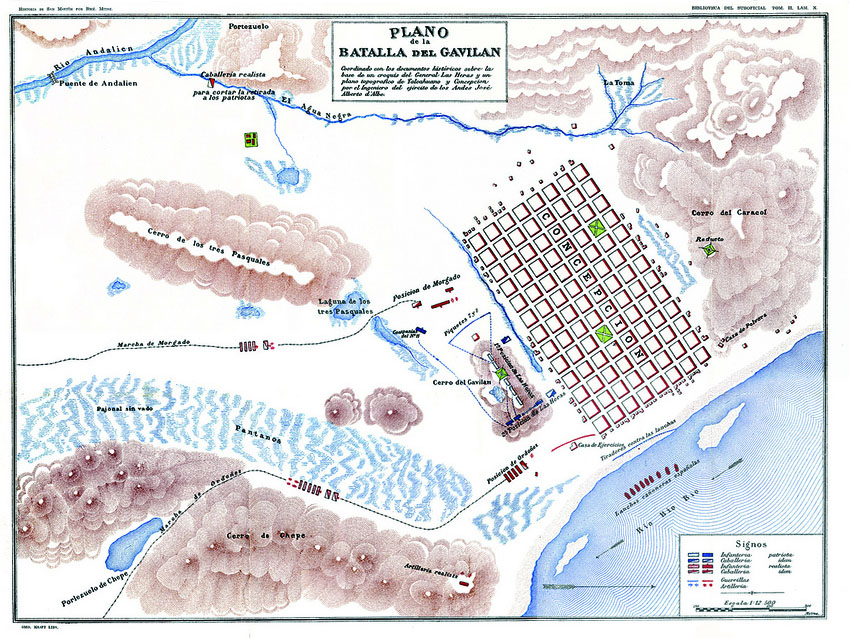
Plano de la Batalla del Cerro Gavilán que muestra al Cerro Gavilán limitando junto con el Cerro Caracol la distribución de las calles de Concepción.

El 5 de mayo de 1817, sobre el Cerro Gavilán se libró el que se conoció como Combate de Gavilán o Batalla del Cerro Gavilán, enmarcado en la guerra por la Independencia de Chile entre patriotas y realistas, durante el período de la llamada Patria Nueva.
En esta batalla, los patriotas, conformados por el Ejército Unido —coalición del Ejército de los Andes (pertenecientes a las Provincias Unidas del Río de la Plata, actualmente Argentina) con cuerpos milicianos chilenos— y comandados por el brigadier Juan Gregorio de Las Heras, vencieron al ejército español, comandados por el General en jefe José Ordóñez, quienes debieron huir a Talcahuano. El arriesgado y precipitado ataque de Ordóñez a los patriotas establecidos en el cerro buscaba adelantarse a la llegada de 800 hombres enviados a Concepción por Bernardo O'Higgins, a petición de Las Heras. Hoy los nombres de ambos —O'Higgins y Las Heras— figuran como calles de la ciudad.

### Expansión de la ciudad

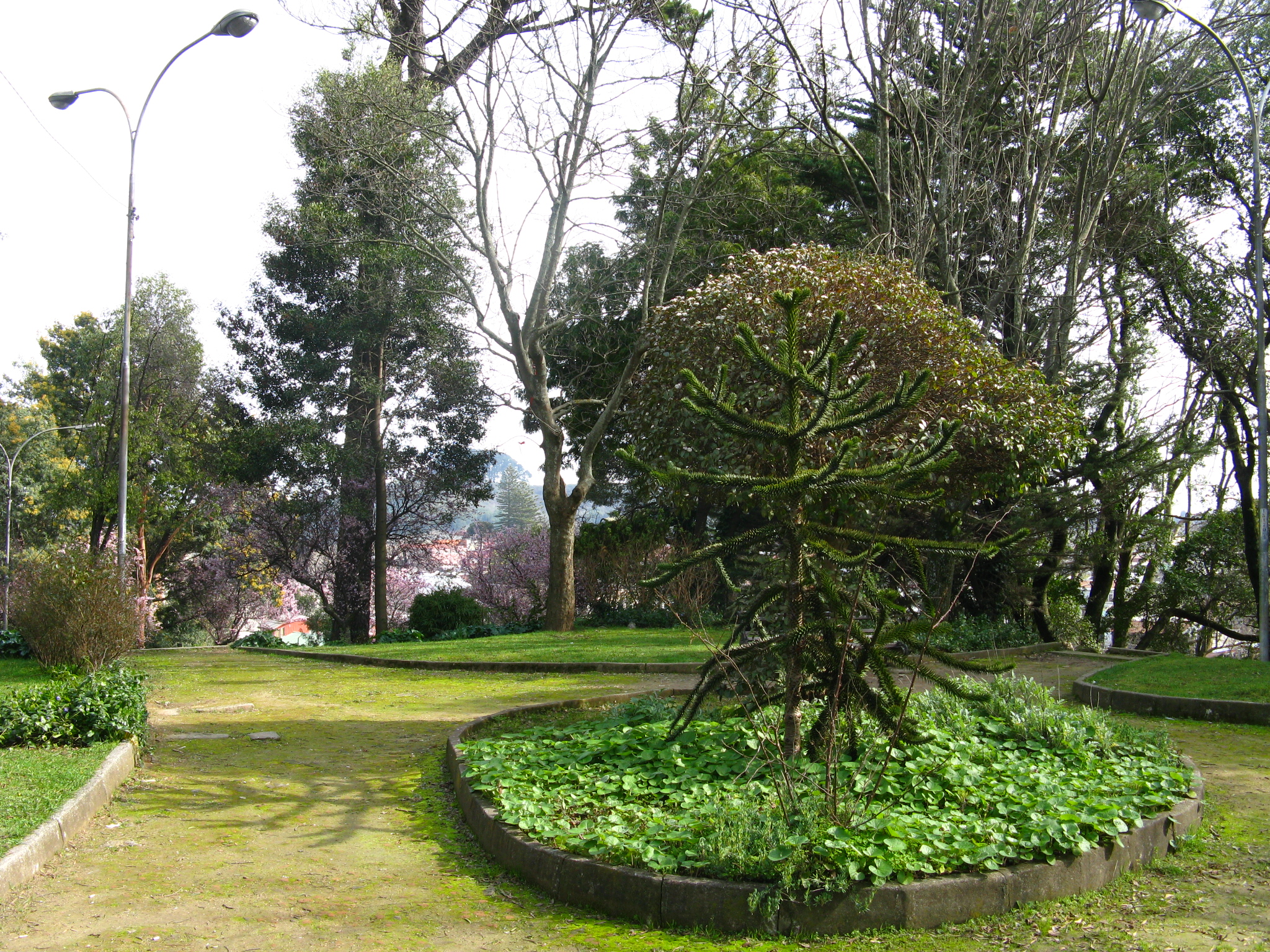
Cima del cerro en 2012, con una Araucaria araucana. Al fondo alcanza a apreciarse el Cerro Chepe.

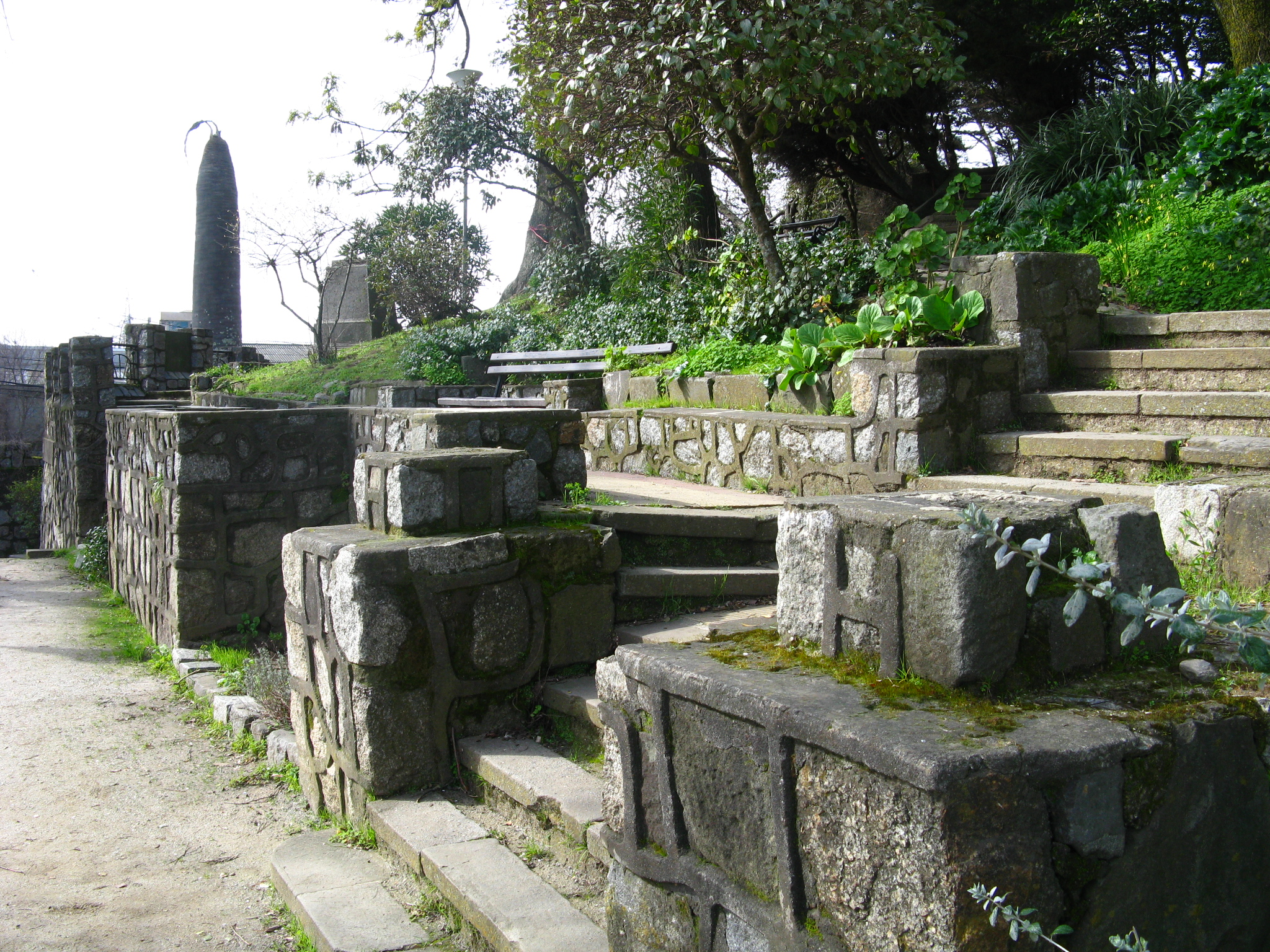
Murallas del cerro en 2012.

Conforme la ciudad se fue expandiendo hacia el Cerro Chepe, el Cerro Gavilán se fue seccionando, hasta acabar reducido a un pequeño cerro, que es el actualmente llamado Cerro Amarillo.
En su entrada, en la intersección de las calles Rozas y Rengo, existe actualmente una placa de bronce de 60x40 cm que conmemora la Batalla del Cerro Gavilán. Desde la cumbre es apreciable la cima del Cerro Chepe y gran parte del centro de la ciudad.